# Sulci di Encelado
Segue una lista dei sulci presenti sulla superficie di Encelado. La nomenclatura di Encelado è regolata dall'Unione Astronomica Internazionale; la lista contiene solo formazioni esogeologiche ufficialmente riconosciute da tale istituzione.
I sulci di Encelado portano i nomi di personaggi e luoghi tratti da Le mille e una notte.

## Prospetto
| Sulcus            | Eponimo | Latitudine | Longitudine | Diametro |
| ----------------- | --- | ---------- | ----------- | -------- |
| Alexandria Sulcus | Alessandria d'Egitto - Luogo ne Il furfante di Alessandria e il capo delle guardie.                                         | 75,63° S   | 137,56° W   | 111 km   |
| Al-Medinah Sulci  | Medina - Luogo ne Le amanti di Medina.                                                                                      | 50,7° S    | 358,6° W    | 117,5 km |
| Al-Yaman Sulci    | Yemen - Luogo ne L'uomo dello Yemen e le sue sei schiave.                                                                   | 9,7° N     | 191,8° W    | 177,9 km |
| Andalús Sulci     | Andalusia - Luogo ne La figlia del mercante e il principe dell'Iraq.                                                        | 29,1° N    | 79,1° W     | 162 km   |
| Baghdad Sulcus    | Baghdad - Luogo nel Racconto del gobbo.                                                                                     | 86,91° S   | 230,54° W   | 176 km   |
| Bulak Sulcus      | Bulak - Luogo nella Storia del capitano delle guardie di Bulak.                                                             | 16,67° N   | 109,32° W   | 49,42 km |
| Cairo Sulcus      | Il Cairo - Luogo in Nur al-Din Alì e suo figlio.                                                                            | 81,62° S   | 154,48° W   | 165 km   |
| Camphor Sulcus    | Camphor - Isola nella Storia di Aziz e Azizah.                                                                              | 70,78° S   | 149,4° W    | 77 km    |
| Cashmere Sulci    | Kashmir - Luogo ne L'orafo e la cantante del Kashmir.                                                                       | 52,07° S   | 296,06° W   | 260 km   |
| Damascus Sulcus   | Damasco - Luogo ne Storia di Ghanim Bin Ayyub, il distratto, lo schiavo d'amore.                                            | 80,59° S   | 285,87° W   | 125 km   |
| Hamah Sulci       | Hamah - Luogo ne La disputa dell'uomo con la donna erudita riguardo alla rispettiva eccellenza del maschio e della femmina. | 27,26° N   | 306° W      | 164 km   |
| Harran Sulci      | Harran - Luogo in Khudadad e i suoi fratelli.                                                                               | 26,39° N   | 245,93° W   | 291 km   |
| Labtayt Sulci     | Labtayt - Luogo ne La città di Labtayt.                                                                                     | 27,69° S   | 286,08° W   | 162 km   |
| Láhej Sulci       | Láhej - Luogo in Come Abu Hasan frenò il vento.                                                                             | 10,89° S   | 302° W      | 150 km   |
| Makran Sulci      | Makran - Luogo nella Storia di Salim il giovane di Khorasan e Salma sua sorella.                                            | 54,4° S    | 135,8° W    | 170,5 km |
| Misr Sulci        | Misr - Luogo nella Storia di Al-Hajjaj Bin Yusuf e il giovane Sayyid.                                                       | 18° N      | 199,7° W    | 109,8 km |
| Mosul Sulci       | Mosul - Luogo in Isacco di Mosul.                                                                                           | 58,1° S    | 336,73° W   | 60 km    |
| Samarkand Sulci   | Samarcanda - Luogo nella Storia di Kamar al-Zaman.                                                                          | 30° N      | 327,5° W    | 360 km   |
| Shiraz Sulcus     | Shiraz - Luogo ne Il principe Ahmed e la fata Pari-Banu.                                                                    | 57,2° S    | 39,4° W     | 80 km    |
| Sind Sulci        | Sindh - Luogo ne La figlia del mercante e il principe dell'Iraq.                                                            | 16,4° S    | 107,3° W    | 116 km   |